# Shiselweni
Shiselweni [ʃisɛˈlweni] ist eine von vier Regionen in Eswatini. Sie hatte 2007 gemäß Volkszählung 204.111 Einwohner, die Fläche beträgt 3.779 km². Die Hauptstadt der Region ist Nhlangano. Sie grenzt an die Regionen Lubombo und Manzini sowie nach Süden an Südafrika.
Diese Tinkhundla liegen in der Region Shiselweni:
- Gege
- Hosea
- Kubuta
- Kumethula
- Maseyisini
- Matsanjeni South
- Mtsambama
- Ngudzeni
- Nkwene
- Sandleni
- Shiselweni I
- Shiselweni II
- Sigwe
- Somntongo
- Zombodze

Neu seit Januar 2018:
- Mashayekhatsi